# Stefan Sieweke
Stefan Sieweke (* 12. Oktober 1979 in Kranenburg, Nordrhein-Westfalen) ist ein deutscher Schauspieler.

## Leben
Noch während des Schauspielstudiums an der Berliner Schule für Schauspiel (2002–2005) spielte er zunächst als Gast am Mecklenburgischen Landestheater Parchim, 2006 am Theater Tribüne Berlin. Danach arbeitete er für TV, Kino und Werbung. Zu sehen war er u. a. in liebeskind (2005), Mörderischer Frieden (2006), Das wilde Leben (2006), Stromberg (2006), Die Stein (2007), Operation Elke (2007) und Klinik am Alex (2008).

## Filmographie

### Filme
- 2003: Arizona Dream (Kurzfilm)
- 2004: Flotter Dreier (Kurzfilm)
- 2005: liebeskind
- 2005: Rauskommen (Kurzfilm)
- 2006: Verbindung unterbrochen (Kurzfilm)
- 2006: Mörderischer Frieden
- 2007: Du bist nicht allein
- 2007: Das wilde Leben
- 2007: Bloody Mary (Kurzfilm)
- 2007: Operation Elke (Kurzfilm)
- 2007: Fashion Victim (Kurzfilm)
- 2007: Immer fair bleiben (Fernsehfilm)

### Serienauftritte
- 2009: Klinik am Alex
- 2009: 79 Leben
- 2009: Alisa – Folge deinem Herzen
- 2007: Die Stein
- 2006: Stromberg

## Theaterauftritte
- 2003: Don Juan am Berliner Theater
- 2003: Ein Sommernachtstraum am Berliner Theater
- 2004: Lebensgefährlich am Theater Verlängertes Wohnzimmer Berlin
- 2004: Romeo und Julia mit der Shakespeare Company Berlin
- 2004: Mensch ich lieb dich doch am Mecklenburgischen Landestheater Parchim
- 2005: Einladung zu Godot am Haus Niedergörsdorf
- 2006: Birdy am Theater Tribüne Berlin